# 1159-1150 v.Chr.
De jaren 1159-1150 v.Chr. (van de christelijke jaartelling) zijn een decennium in de 12e eeuw v.Chr..

## Gebeurtenissen

### Babylonië
- 1156 v.Chr. - De koningen van Babylonië stichten de Tweede Isin-dynastie.
- 1155 v.Chr. - Koning Kutir-Nahhunte III (1155 - 1154 v.Chr.) bestijgt de troon van Babylon.
- 1154 v.Chr. - Koning Merodakshapikzr (1154 - 1150 v.Chr.) heerser over Babylon.
- 1150 v.Chr. - Koning Ninurtadinshami (1150 - 1145 v.Chr.) regeert over Babylon.

### Egypte
- 1156 v.Chr. - Koning Ramses V (1156 - 1151 v.Chr.) de vierde farao van de 20e dynastie van Egypte.
- 1151 v.Chr. - Koning Ramses VI (1151 - 1143 v.Chr.) de vijfde farao van Egypte (20e dynastie).
- 1150 v.Chr. - In Opper-Egypte krijgen de hogepriesters van Amon steeds meer macht.

### Griekenland
- 1150 v.Chr. - De Doriërs plunderen de Myceense burchten Mycene en Pylos.
- Koning Orestes van Mycene vlucht naar Arcadië in het binnenland van de Peloponnesos.

<< · 1199-1190 · 1189-1180 · 1179-1170 · 1169-1160 · 1159-1150 · 1149-1140 · 1139-1130 · 1129-1120 · 1119-1110 · 1109-1100 · >>